# Spilosmylus sigiensis
Spilosmylus sigiensis är en insektsart som beskrevs av Tim R. New 1989. Spilosmylus sigiensis ingår i släktet Spilosmylus och familjen vattenrovsländor. Inga underarter finns listade i Catalogue of Life.